# Bad Radkersburg

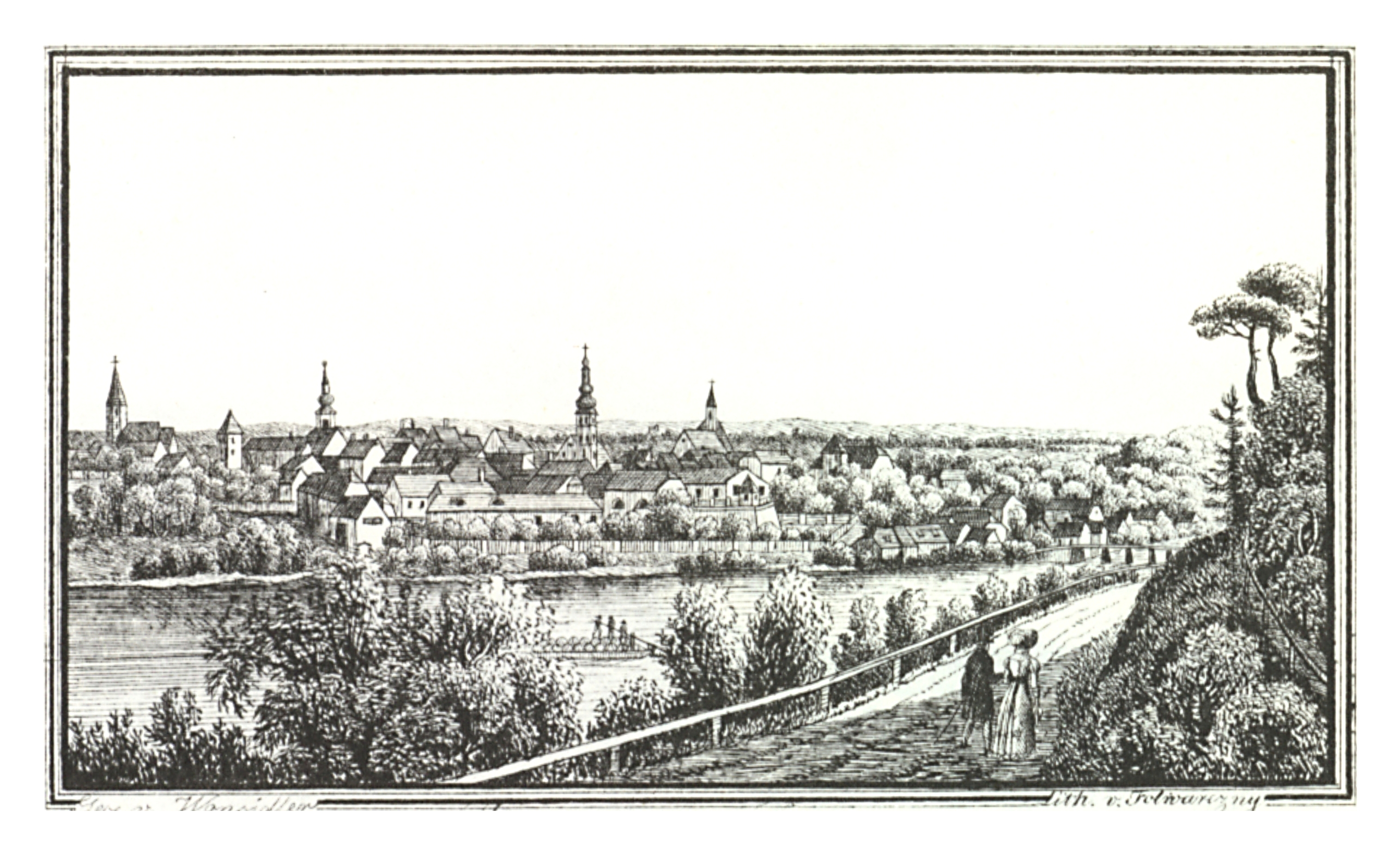
Radkersburg, 1830, Wonsiedler

Bad Radkersburg (Sloveens: Radgona, Hongaars: Regede, Prekmurees: Radgonja) is een gemeente met 3235 inwoners in de Oostenrijkse deelstaat Stiermarken en maakt deel uit van het district Südoststeiermark. Tot 2013 was het de hoofdplaats van het district Radkersburg.
Bad Radkersburg is een gedeelde stad. Het gedeelte van de stad ten zuiden van de rivier de Mur ligt in Slovenië en heet Gornja Radgona (vroeger Oberradkersburg). In 1919 werd Stiermarken gedeeld tussen Oostenrijk en Slovenië. Hierbij werd de grens over de rivier de Mur getrokken en de stad gesplitst.

## Geboren in Bad Radkersburg

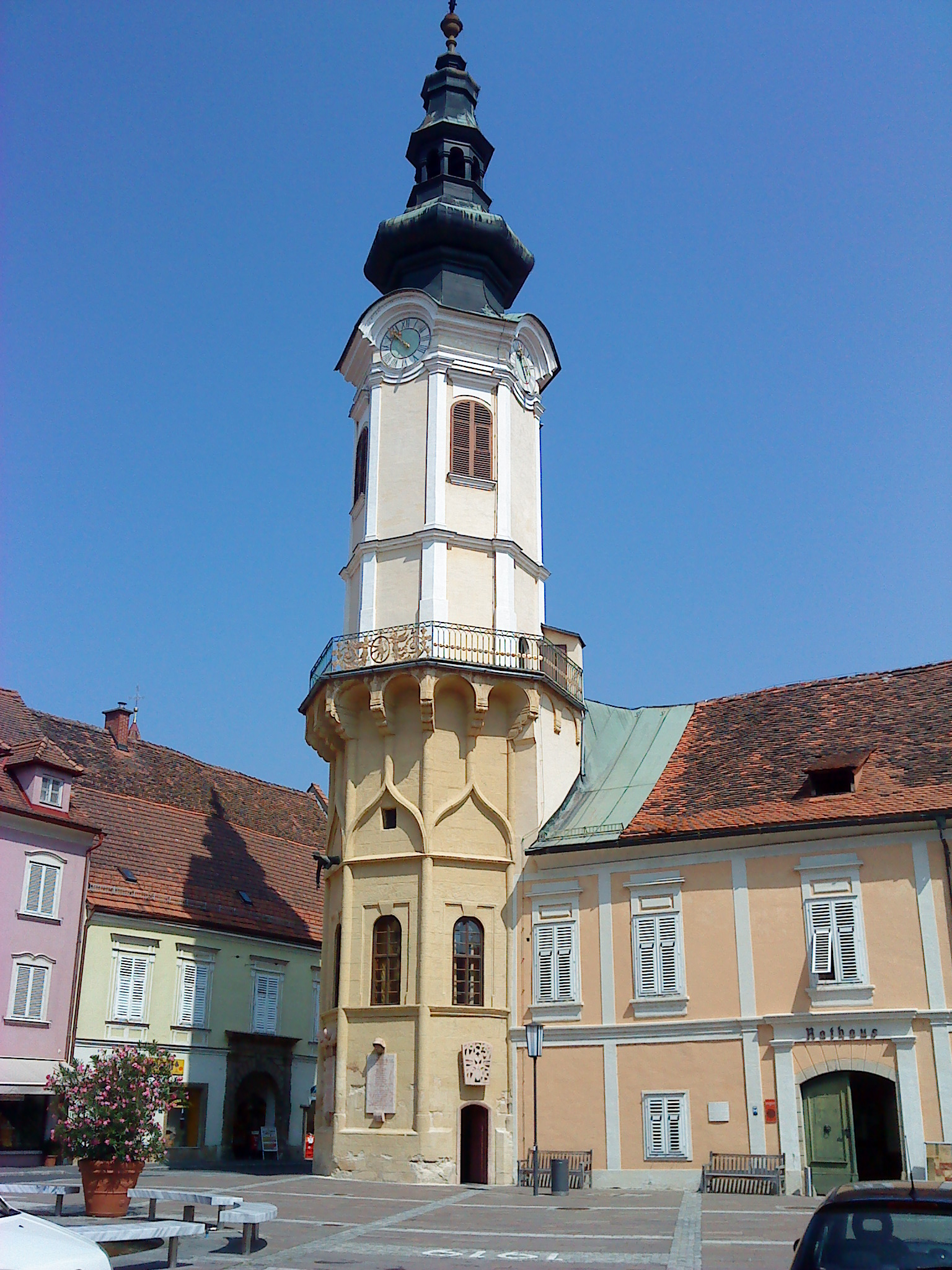
Raadhuis van Bad Radkersburg

- Aribert Heim, oorlogsmisdadiger
- Peter Luttenberger, wielrenner
- Leopold Vietoris, wiskundige

Bad Gleichenberg · Bad Radkersburg · Deutsch Goritz · Edelsbach bei Feldbach · Eichkögl · Fehring · Feldbach · Gnas · Halbenrain · Jagerberg · Kapfenstein · Kirchbach-Zerlach · Kirchberg an der Raab · Klöch · Mettersdorf am Saßbach · Mureck · Paldau · Pirching am Traubenberg · Riegersburg · Sankt Anna am Aigen · Sankt Peter am Ottersbach · Sankt Stefan im Rosental · Straden · Tieschen · Unterlamm
- Gemeinsame Normdatei: 4048230-3
- Library of Congress Control Number: n85366485
- MusicBrainz: 252042c1-f08d-47bc-8d4f-699b1b12652a
- Nationale Bibliotheek van Tsjechië: ge691201
- Nationale Bibliotheek van Israël: 987007564703605171
- Virtual International Authority File: 173547480
- WorldCat: E39PBJfcRBXCP4h6PmKHfXPCwC